# Guy Gilbert
Guy (Père) Gilbert (Rochefort-sur-Mer, 12 september 1935) is een Frans rooms-katholiek priester en docent.
Gilbert volgde zijn opleiding tot 1970 aan een priesterseminarie in Algerije. Hij keerde vervolgens terug naar Frankrijk, waar hij zich in het 19e arrondissement van Parijs specialiseerde in het werken met jeugddelinquenten uit de arbeidersklasse. In dit arrondissement was een aanzienlijke Pied-noirgemeenschap. Gilbert kocht een boerderij in Zuid-Frankrijk, waar hij de Bergerie du Faucon inrichtte, een centrum voor heropvoeding en re-integratie van jongeren, gebaseerd op zelfrespect, contact met dieren en de natuur.
Naast docent is Gilbert correspondent voor Radio Notre-Dame, journalist voor La Croix en auteur van verschillende boeken. Met zijn grijze lange haar en vale leren jack is hij als priester een markante en onorthodoxe verschijning.  De toenmalige Franse president Jacques Chirac benoemde Gilbert in 2005 tot ridder in het Legioen van Eer. Hij ontving de versierselen uit handen van Abbé Pierre.
Père Gilbert wordt gezien als de mentor van en vaderfiguur voor de Belgische prins Laurent. In 2003 sloot hij het huwelijk van de prins met Claire Coombs in de kathedraal van Sint-Michiel en Sint-Goedele in Brussel. In 2011 nam hij deel aan de eerste communie van hun dochter Louise en in 2014 aan die van hun zoons Nicolas en Aymeric.
Op 12 december 2015 sloot Gilbert in Mechelen het huwelijk tussen de Belgische zanger Paul Van Haver, beter bekend als Stromae en Coralie Barbier. Op 9 december 2017 nam hij deel aan de begrafenisceremonie van zanger Johnny Hallyday in La Madeleine in Parijs. Op 7 december 2018 werd hij benoemd tot kanunnik van de Notre-Dame van Parijs.